# Palazzo Pandone
Il Palazzo Pandone è un edificio di valore storico e architettonico di Napoli, situato nel quartiere Chiaia.
Non ci sono prove riguardo l'erezione di questo palazzo già nel XVII secolo, nonostante nella veduta Baratta si vedano delle costruzioni nel medesimo sito. Nella Mappa del Duca di Noja del 1775 esso è rilevabile con il portale d'accesso sul vico Satriano. Nella Carta Marchese del 1804 si vede un nuovo portale sull'attuale via Poerio, frutto di un probabile rinnovamento avvenuto verso la fine del '700. Nel Catasto provvisorio del 1815-1820 viene segnalato come proprietà del marchese Pandone insieme a due costruzioni adiacenti di minori dimensioni affaccianti sulla Riviera di Chiaia. Nel 1826 quest'ultime due vennero prelevate dal duca Carlo Luigi Caracciolo di San Teodoro (1801-1873), il quale le fece accorpare dall'architetto Guglielmo Bechi, dando vita così a un nuovo edificio in stile neopompeiano.
Il palazzo in questione presenta, per l'appunto, due portali; quello su vico Satriano murato in epoca ignota e quello su via Poerio che fa accedere prima all'androne, poi al primo cortile, sulla cui sinistra si innalza la scala aperta, e dopo ancora a un sottopassaggio che porta, infine, al secondo cortile, il quale in origine, prima che venisse eretto il secondo portale e murato il primo, era il principale.
Oggi è un condominio privato ben conservato.